# Успение на Пресвета Богородица (Гданск)
Вижте пояснителната страница за други значения на Успение Богородично.
Конкатедрална базилика „Успение на Пресвета Богородица“ (на полски: Bazylika konkatedralna Wniebowzięcia Najświętszej Maryi Panny), по-известна с името Мариацка базилика (на полски: Bazylika Mariacka) е католическа църква в град Гданск, Полша, конкатедрала на Гданската архиепархия. Носи титула малка базилика (на латински: basilica minor). В периода 1572 – 1945 година служа като храм на евангелиската деноминация.
Храмът е изграден в периода 1343 – 1502 година, на мястото на по-малка дървена църква от 1243 година.

## Фотогалерия
- Общ изглед на базиликата (1898)
- Главният вход
- Общ изглед на главния кораб
- Главният олтар (1511 – 1517)
- Готическа „Пиета“, скулптура от пясъчник, разположена в параклиса „Св. Раймонд“ (ок. 1400)
- „Красивата Мадона Гданска“, скулптура от дърво на Мадоната с Младенеца (ок. 1410 или 1430 – 1435)
- Астрономически часовник (1464 – 1470), изработен от Ханс Дюрингер от Торун
- Баптистерият (1557)
- Органите (1586 и 1760), унищежени през 1945 година и възстановени през 1981 – 1985 година